# Doraemon: Nobita to mittsu no seireiseki
Doraemon: Nobita to mittsu no seireiseki (ドラえもん のび太と3つの精霊石) est un jeu vidéo de plates-formes sorti en 1997 sur Nintendo 64 uniquement au Japon. Le jeu a été développé et édité par Epoch.
Le jeu s'inspire du manga Doraemon. Il a eu deux suites sur Nintendo 64 : Doraemon 2: Nobita to hikari no shinden et Doraemon 3: Nobita no machi SOS!.